# Wolfgang Harich
Wolfgang Harich (Königsberg, 3 dicembre 1923 – Berlino, 15 marzo 1995) è stato un filosofo, saggista e dissidente comunista tedesco.

## Biografia
Figlio dello scrittore Walther Harich, di formazione marxista, nel 1945 iniziò a collaborare come critico teatrale con il quotidiano Tagliche Rundschau , e nel 1946 aderì al Partito Socialista Unificato di Germania. Nel 1949 divenne professore ordinario di filosofia all'Università Humboldt di Berlino e direttore della prestigiosa rivista Deutsche Zeitschrift fur Philosophie.
Avvicinatosi alle posizioni del filosofo György Lukács e del dissidente socialista ungherese Imre Nagy, nel 1956 fu autore di un manifesto che abiurava lo stalinismo e si proponeva una riforma dello stato in senso democratico e socialista-riformista. Per questa ragione fu arrestato, processato per tradimento e condannato a 10 anni di carcere.
Amnistiato nel 1964, riprese i suoi studi letterari e filosofici. Sostenitore del riformismo di Michail Gorbačëv, nell'aprile 1990 fu ufficialmente riabilitato dalla Corte Suprema della Repubblica Democratica Tedesca. Nel 1992 tentò senza fortuna di rifondare un nuovo Partito Comunista rispondente ai suoi ideali.